# Anne Baaths
Anne Baaths (Tielt, West-Vlaanderen, 21 februari 1979) is een Belgisch schrijfster van romans, columns, theaterteksten en poëzie.

## Carrière
Anne Baaths debuteerde in 2009 bij het Davidsfonds met Dochters van Europa, een familiegeschiedenis. Dit boek werd genomineerd voor de Vlaamse Debuutprijs; tevens werd het genomineerd door Vrouw & Kultuur Eindhoven als het beste vrouwelijke literaire debuut. De faction roman is gedeeltelijk gebaseerd op het levensverhaal van haar grootmoeder langs moederszijde.
In datzelfde jaar schreef ze samen met zeventien andere schrijvers, waaronder Do Van Ranst en Christina Guirlande, mee aan Oefening in verdwijnen en verzorgde ze tevens de eindredactie. In 2011 begon ze, uit onzekerheid, aan de opleiding Literaire Creatie aan de Academie voor Podiumkunsten te Aalst. Daar leerde ze onder invloed van Frank Pollet en Patrick Bernauw de readymade-kunst van Marcel Duchamp kennen. Haar voorliefde voor de wielersport deed de rest. Het resulteerde in een nieuwe poëzievorm: de readymade wielergedichten. In 2012 werkte Baaths mee aan Inkt moet vloeien, een jubileumuitgave ter gelegenheid van 10 jaar literaire creatie aan dezelfde Academie. Daarin werd haar eerste van vele columns genoteerd en haar twee eerste readymade gedichten, Klaargemaakt en On-zin. Een jaar later publiceerde ze ook in Seizoenen, het magazine van VELT. In 2014 publiceerde de Poëziekrant een rouwgedicht van haar hand. In dat jaar waagde Baaths zich voor het eerst aan een autobiografische roman: dodenTocht gaat over de moeizame geboortes van twee van haar kinderen en de vele miskramen die zij in de loop der jaren heeft gekregen. Het boek is een referentiewerk geworden bij de opleidingen vroedkunde in Vlaanderen.
In 2016 studeerde Anne Baaths met grote onderscheiding af aan de Academie van Aalst met de monoloog Ik ben Napoleon, waarbij ze tekst, regie en spel volledig voor haar rekening nam.
In 2014 debuteerde ze als dichteres met Gevonden! het wielerjaar in 30 readymades. Dit herhaalde ze in 2018 en daarna elk jaar.

## Leven
Anne Baaths werd geboren zonder rechter onderarm. Zij studeerde in 1997 af aan het Sint-Lodewijkscollege te Brugge en begon haar studies Master in de Economische Wetenschappen aan de Katholieke Universiteit Leuven. In 2001 ontmoette Baaths tijdens een Erasmusuitwisseling in Griekenland haar latere echtgenoot. In 2002 rondde ze haar studie af. Ze werkte enkele jaren voor de Vlaamse overheid.
Baaths vestigde zich met haar man in Hamme en werd moeder van vier kinderen, drie zonen en een dochter. Haar derde zoon overleed bij de geboorte.

### Fictie
- Dochters van Europa, een familiegeschiedenis (2009)
- Oefening in verdwijnen (2009), novelle in samenwerking met de bibliotheek en 17 andere schrijvers

### Non-fictie
- dodenTocht (2014)

### Poëzie
- Gevonden! het wielerjaar in 30 readymade gedichten (2014)
- Gevonden! 2018, het wielerjaar in 31 readymade gedichten
- Gevonden! 2019, het wielerjaar in 30 readymade gedichten
- Gevonden! 2020, het wielerjaar in meer dan 30 readymade gedichten
- Gevonden! 2021, het wielerjaar in meer dan 30 readymade gedichten
- Gevonden! 2022, het wielerjaar in meer dan 40 readymade gedichten

### Theatermonoloog
- Ik ben Napoleon (2016)